# 高塩將樹
高塩將樹（日语：／ Takashio Masaki，1989年3月24日—），日本男子職業棒球運動員，場上位置為投手，現效力於中華職業棒球大聯盟統一7-ELEVEn獅。
他自2011年先後挑戰過日本業餘棒球界、日本獨立棒球聯盟棒球挑戰聯盟及澳洲棒球聯盟。2017年起到台灣發展，長期效力崇越隼鷹及後改名的安永鮮物、全越運動，2024年在中華職棒選秀會獲得統一7-ELEVEn獅指名並完成簽約，成為中職球員。

## 生平

### 早年經歷
高塩將樹出生於神奈川縣橫濱市，高中畢業後就讀神奈川大學，起初他沒有加入棒球隊，隨後遇到了2008年金融風暴，經濟不景氣，就職不易，為轉換心情他自2010年起加入了日本業餘球隊橫濱金港俱樂部，並在2011年全日本俱樂部選手權大會八強賽締造了該賽事首次無安打、無失分比賽。同年底高塩將樹投入了棒球挑戰聯盟選秀，在第一輪由富山雷鳥選入，他從2012年至2014年效力於富山雷鳥，三年投超過100局，2014年以時10次勝投位居聯盟第二，總共留下24勝18敗的紀錄。2014年底，高塩將樹加盟澳洲棒球聯盟布里斯本俠盜，翌年初返回日本效力棒球挑戰聯盟福島希望。

### 台灣業餘棒球時期
2016年底他報名了中華職業棒球大聯盟戰力外測試會。在測試會中未獲青睞，隨後他於2017年初加入台灣業餘球隊崇越隼鷹，同年他在106年全國成棒甲組春季聯賽主投47.2局，以0.18的防禦率名列投手獎第三名。接著又獲得106年協會杯投手獎第四名，還有以7勝1敗及防禦率1.57獲得2017年爆米花棒球聯盟勝投王、防禦率王和最佳九人的投手獎項。2019年，再度以3勝及防禦率0.31，拿下108年全國成棒甲組春季聯賽投手獎，並贏得冠軍。2020年，獲選為協會杯最有價值球員，也助球隊贏得協會杯隊史首座冠軍。2021年，以六場比賽，投50局，奪36次三振，獲得春季聯賽三振王。
2021年12月，高塩將樹由於正在辦理高級專業人才歸化中華民國國籍而入選第30屆亞洲棒球錦標賽中華台北代表隊40人集訓名單，後續因高塩將樹未符資格認定，無法成功歸化，也無法獲得正選。
中華職棒聯盟於2021年底的領隊會議修改規章，新增外國籍球員選秀條款，明定凡在台灣的國、高中在學累積超過三年以上，或連續就讀大學超過四年，或在台灣居住超過五年且在業餘成棒球隊效力超過三年的外國籍球員即可視為本土球員參加選秀，使得高塩將樹不需辦理歸化即可參與中職選秀。
高塩將樹在2022年6月27日參加中華職棒新人測試會，得到職棒教練團的推薦通過而獲得參加2022年中華職棒季中選秀會的資格，但未獲任一球隊指名。2023年再度報名選秀會亦鎩羽而歸，落選後高塩將樹一度與樂天桃猿簽下自主培訓合約，並欲讓高塩將樹從中華職棒二軍比賽起步，惟聯盟向樂天桃猿通知高塩將樹未持有中華民國國籍的情況下，不符中職規章「視為本國籍球員須以選秀加盟」，不得以自主培訓加盟，雙方解除合約。

### 統一7-ELEVEn獅時期
2024年6月中華職棒選秀會，高塩將樹獲得統一7-ELEVEn獅在第六輪指名，簽下2.5年合約、簽約金110萬、保障月薪8.5萬元新台幣，以及升上一軍後調薪為月薪10萬，2026年月薪將依2025年表現另行議約，並設定激勵獎金40萬，成為首位透過永田條款，獲得中職球團選秀指名的外國籍球員。

#### 中華職棒35年
高塩將樹在中職的新秀賽季於2024年7月18日的二軍比賽初登板，他在該場比賽的6局上半中繼投球，主投一局，無失分，總共投13球完成三上三下，奪一次三振，統一獅二軍0比3負味全龍二軍。高塩於2024年7月23日升上一軍後，在例行賽出賽20場，共投21.2局，每局被上壘率1.20、防禦率4.98，留有2勝、1敗及4次中繼成功的戰績，至季後挑戰賽高塩列入32人名單，實際未有出賽，統一獅因獲得職棒35年上半季冠軍，挑戰賽開賽前先記一場保底勝，開賽後對陣樂天桃猿，獲得二勝一敗，與保底勝合計三勝，統一獅闖進台灣大賽，面對到中信兄弟。台灣大賽系列賽首戰統一獅先發投手古林睿煬投三局後因背部緊繃退場，高塩在第四局主投一局，中繼成功，被敲出三安打，奪兩次三振、沒有四壞保送，失一責失分，統一獅4比10輸球。系列賽第三戰高塩在第五局接替羅昂，投一局，被敲一安打，無失分，統一獅0比10輸球。台灣大賽賽果為中信兄弟在2024年台灣大賽以四勝一敗贏過統一獅。

## 職棒生涯成績
| 年度 | 球隊           | 出賽 | 先發 | 勝投 | 敗投 | 中繼 | 救援 | 完投 | 完封 | 四死 | 三振 | 責失 | 投球局數 | 自責分率 | 被上壘率 |
| ---- | -------------- | ---- | ---- | ---- | ---- | ---- | ---- | ---- | ---- | ---- | ---- | ---- | -------- | -------- | -------- |
| 2024 | 統一7-ELEVEn獅 | 20   | 0    | 2    | 1    | 4    | 0    | 0    | 0    | 7    | 24   | 12   | 21.2     | 4.98     | 1.20     |
| 合計 | 1年            | 20   | 0    | 2    | 1    | 4    | 0    | 0    | 0    | 7    | 24   | 12   | 21.2     | 4.98     | 1.20     |

## 外部連結
- 高塩將樹在美國職棒官網（英语）
- 高塩將樹在中華職棒官網
- 高塩將樹在Baseball-Reference.com（小聯盟以及海外聯盟）（英语）
- 高塩將樹在台灣棒球維基館上的頁面（繁體中文）